# عضلة مائلة علوية

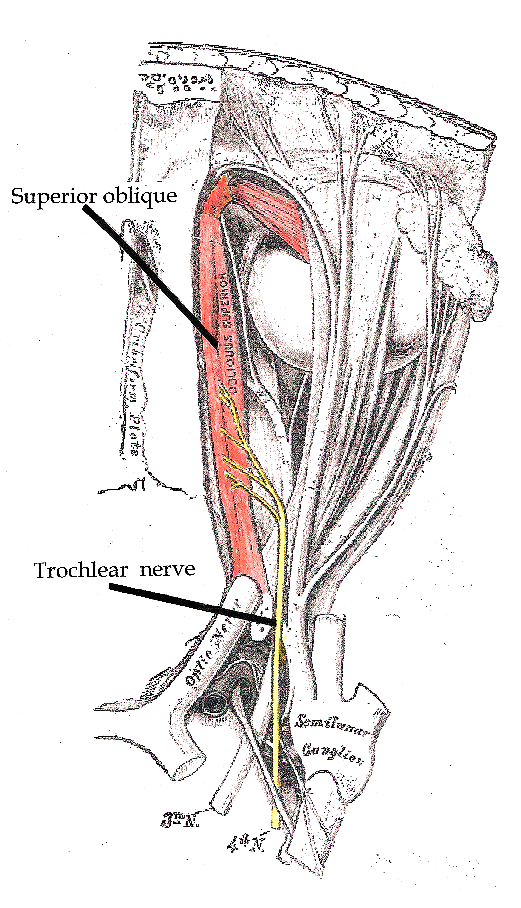
العصب البكري والعضلة المنحرفة العلوية

العضلة المائلة العلوية (بالإنجليزية: superior oblique muscle)‏ هي إحدى عضلات العين المخططة تنشأ في الجانب العلوي الإنسي للحجاج (تجويف العين) وتقوم بتبعيد العين وتحريكها للأسفل، وكذلك تدويرها إنسيّاً (للجانب الداخلي أو باتجاه الأنف)، وهي العضلة الوحيدة من عضلات العين التي تُعَصّب بالعصب البكري.

## صور

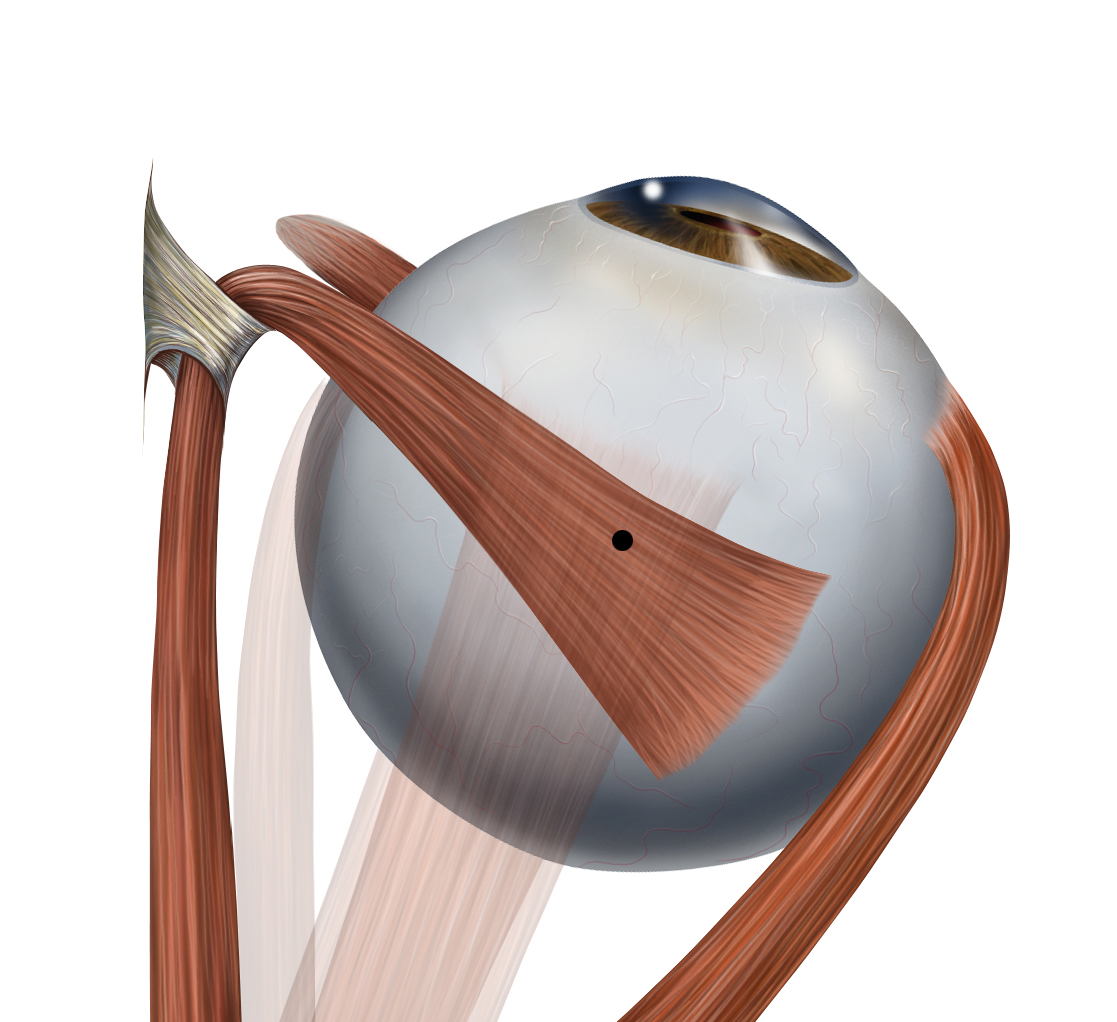
حركة العضلة المستقيمة الوحشية (الجانبية)
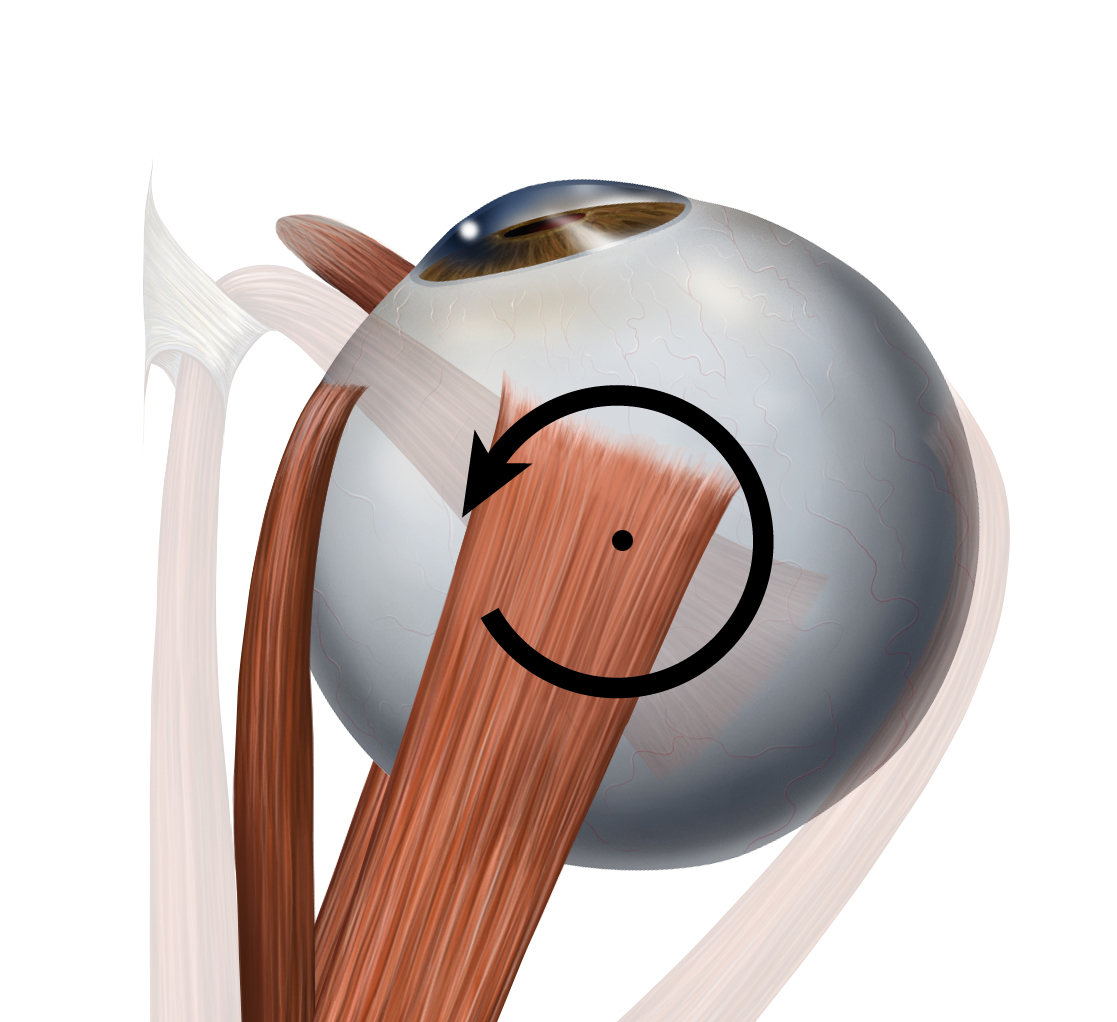
حركة العضلة المستقيمة الإنسية (الداخلية)
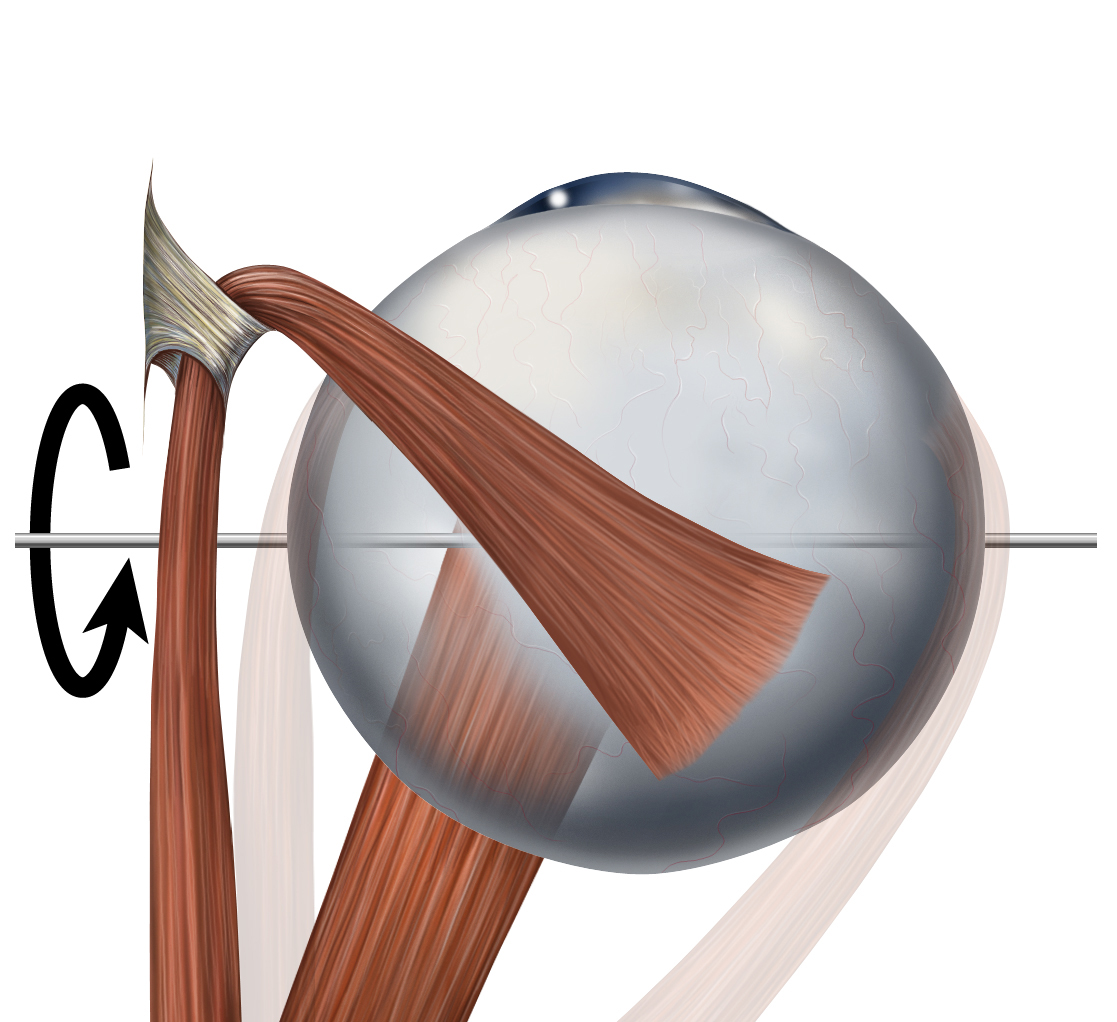
حركة العضلة المستقيمة السفلية
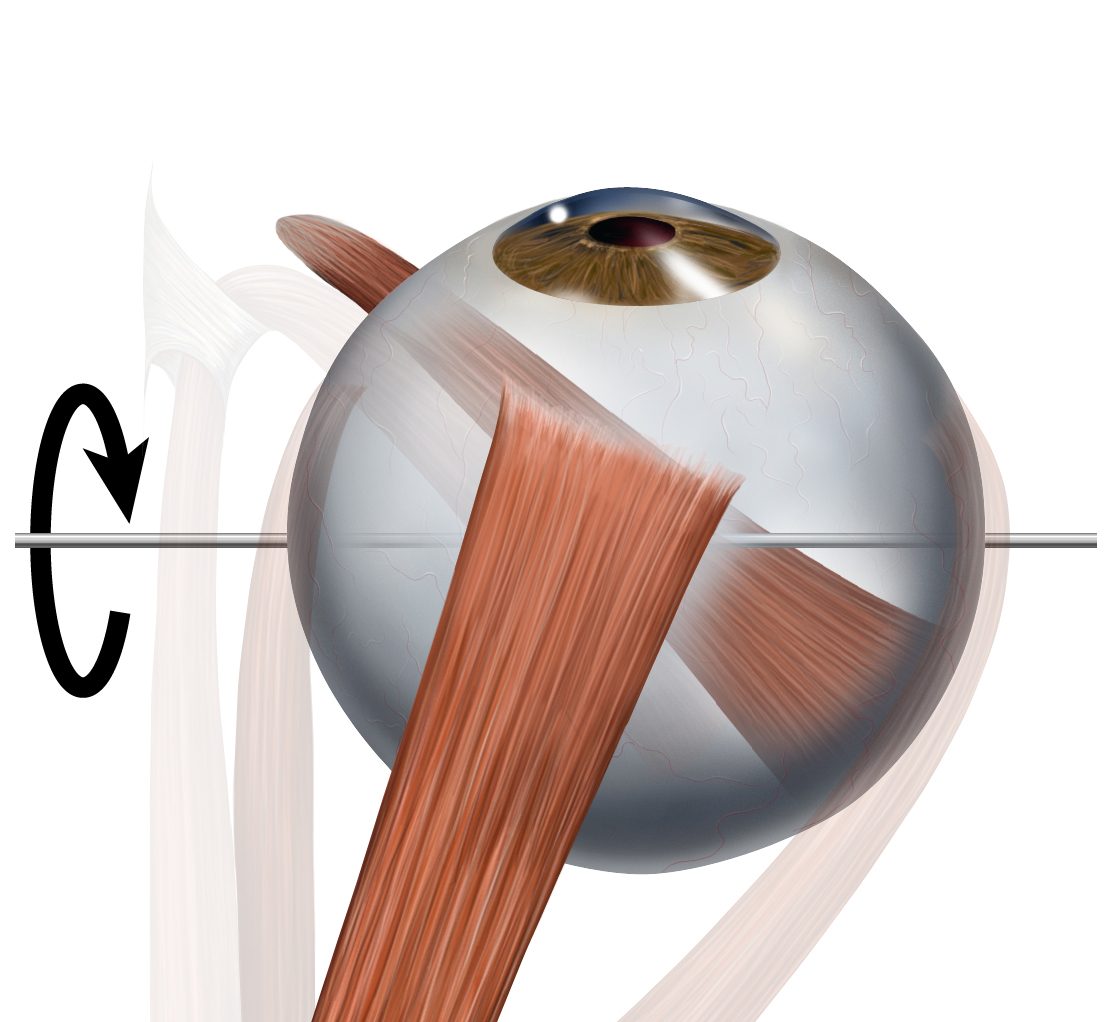
حركة العضلة المستقيمة العلوية
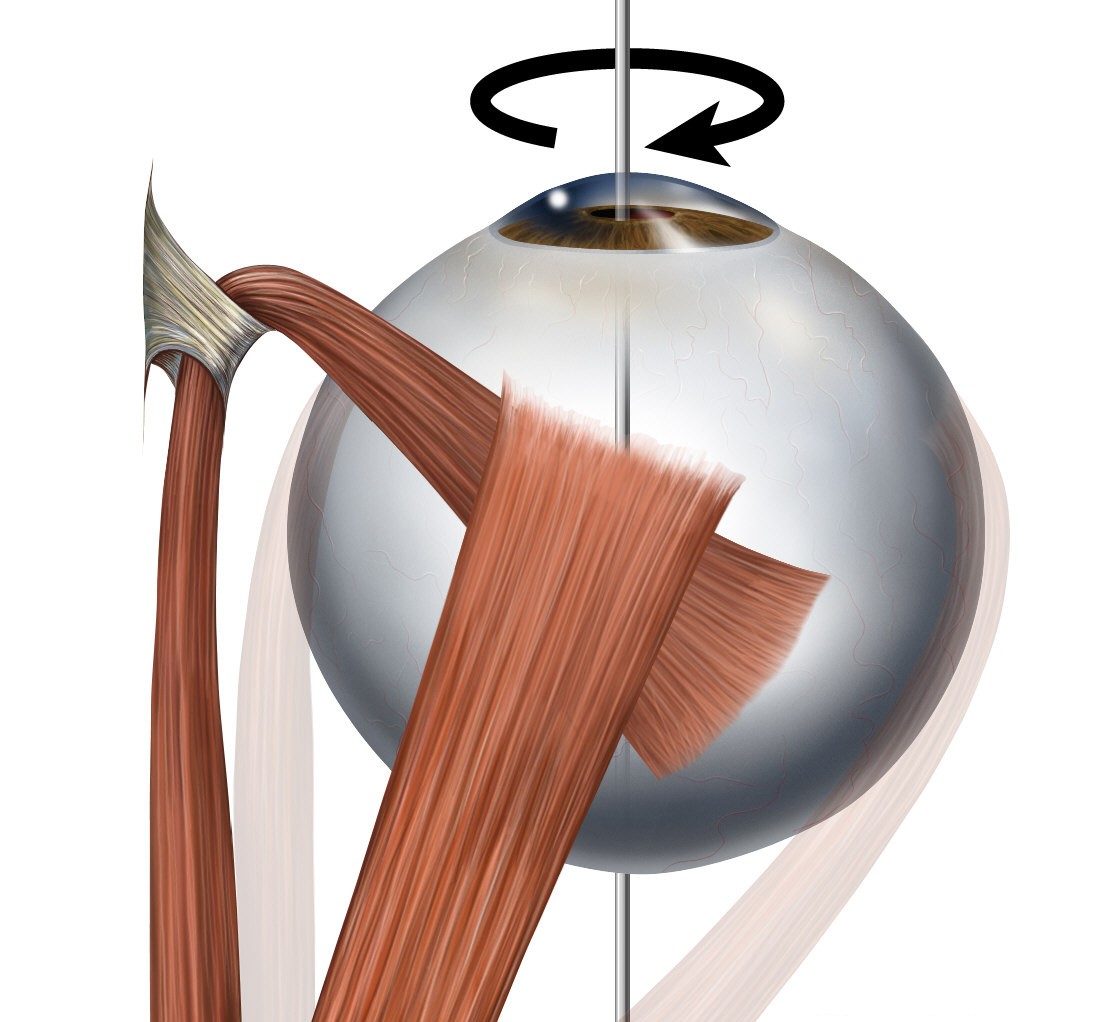
حركة العضلة المائلة العلوية (المنحرفة)
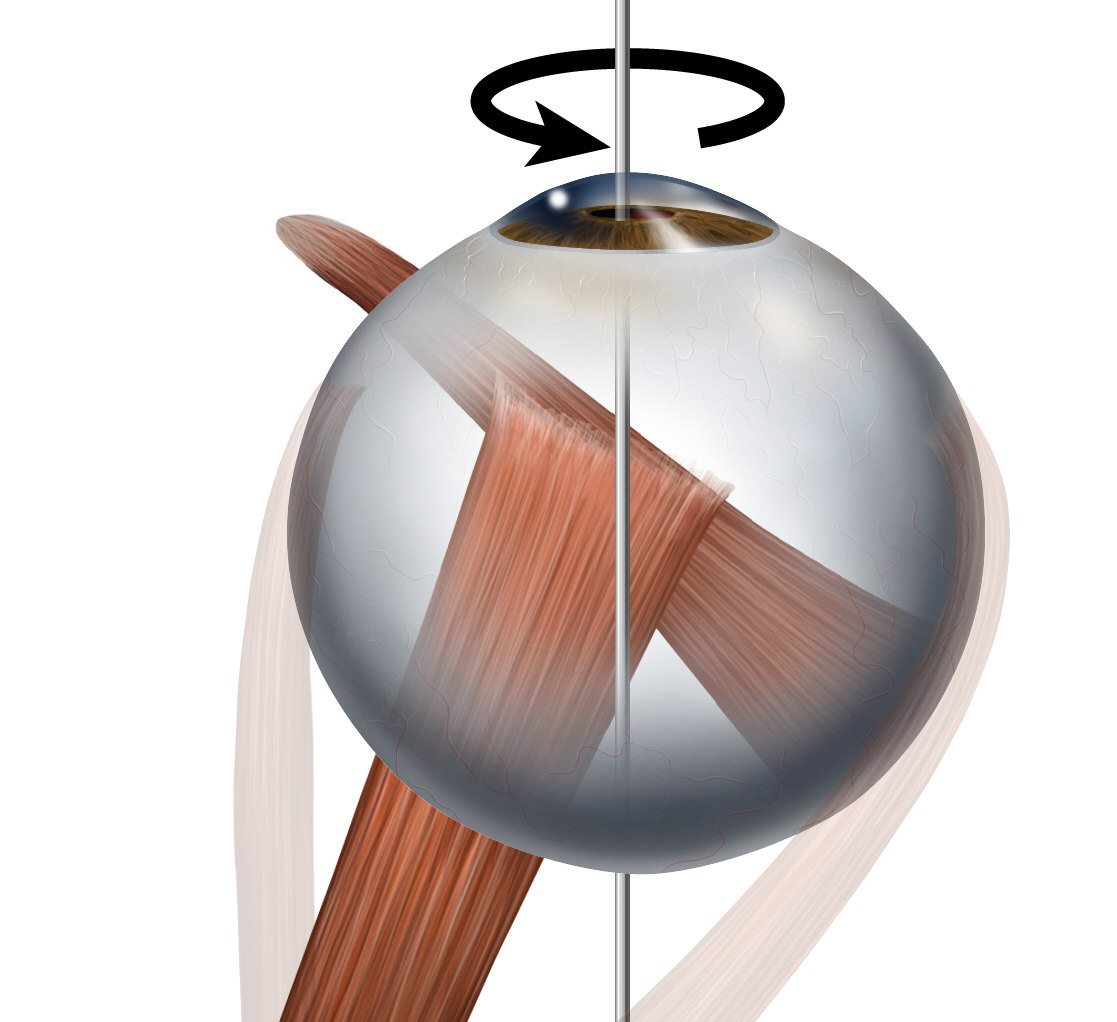
حركة العضلة المائلة السفلية (المنحرفة)
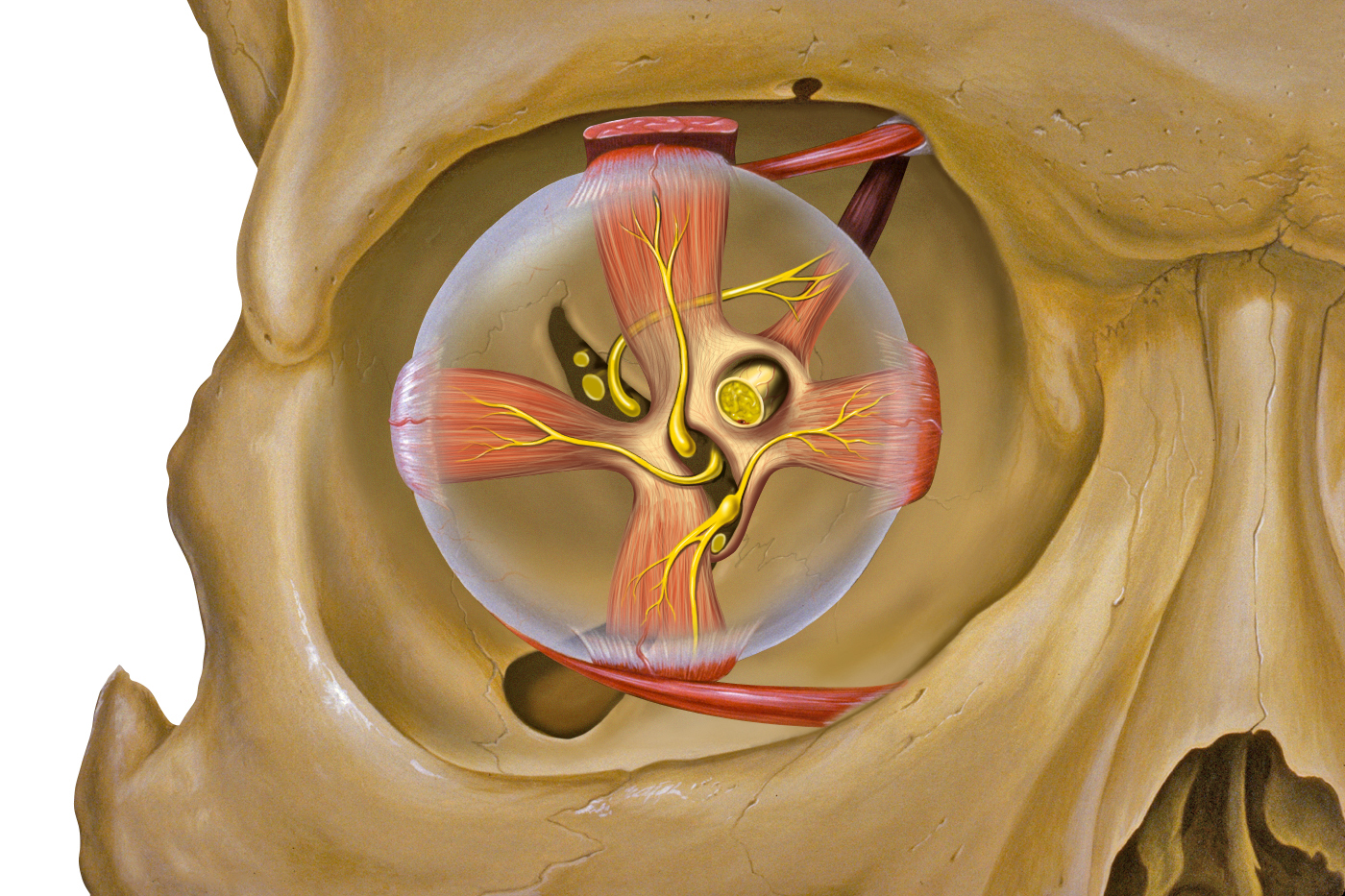
الوضع الأمامي الخلفي

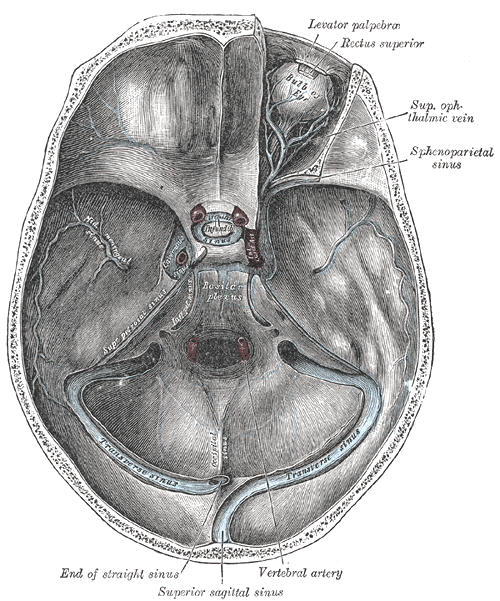
الجيوب الأنفية في قاعدة الجمجمة
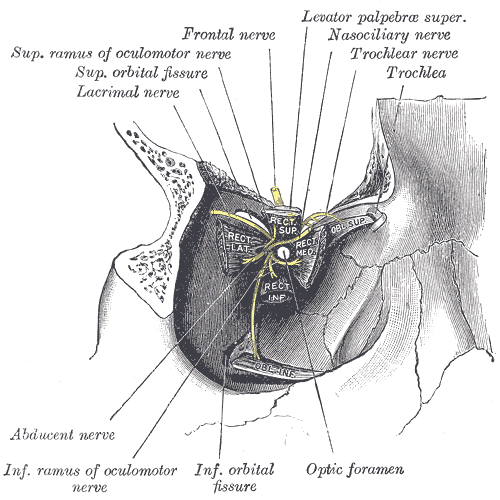
عرض تشريحي لعضلات العين اليمنى
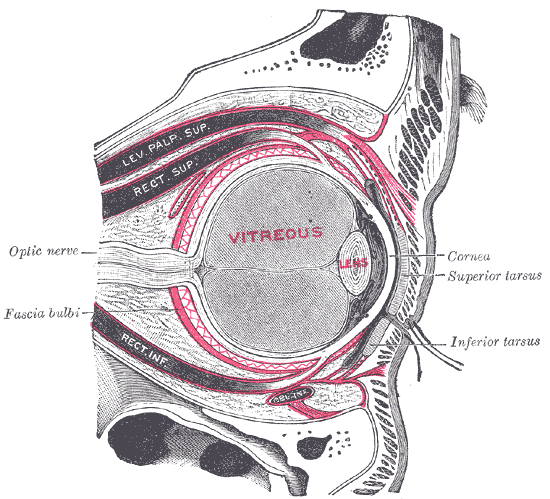
مقطع سهمي للعين اليمنى